# Axiocerses perion
Axiocerses perion är en fjärilsart som beskrevs av Carl Heinrich Hopffer 1862. Axiocerses perion ingår i släktet Axiocerses och familjen juvelvingar. Inga underarter finns listade i Catalogue of Life.